# Catasetum purum
Catasetum purum (tên tiếng Anh là One-colored Catasetum) là một loài phong lan.

## Hình ảnh

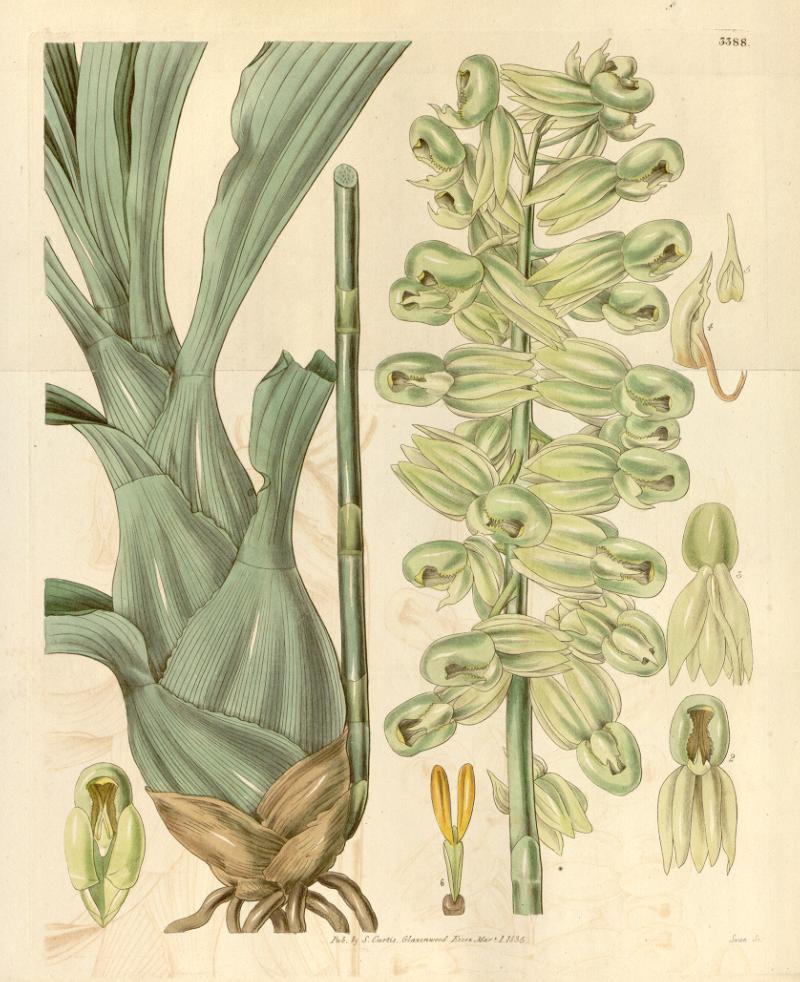